# Neipperg (famiglia)

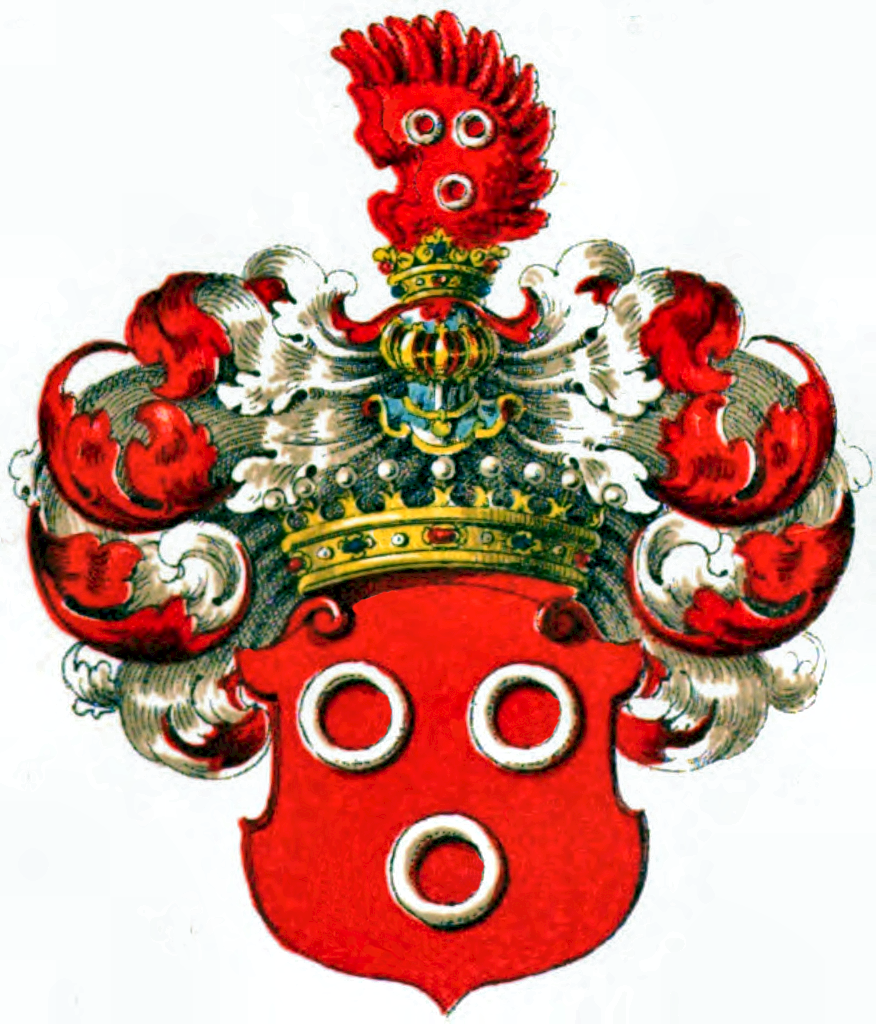
Stemma di Casa Neipperg

I Neipperg sono una famiglia nobile tedesca, originaria del territorio della Svevia.
Tra gli esponenti più famosi di questa famiglia ricordiamo il generale e politico Adam Albert von Neipperg, secondo marito dell'imperatrice Maria Luisa d'Asburgo-Lorena.

## Storia

### Origini

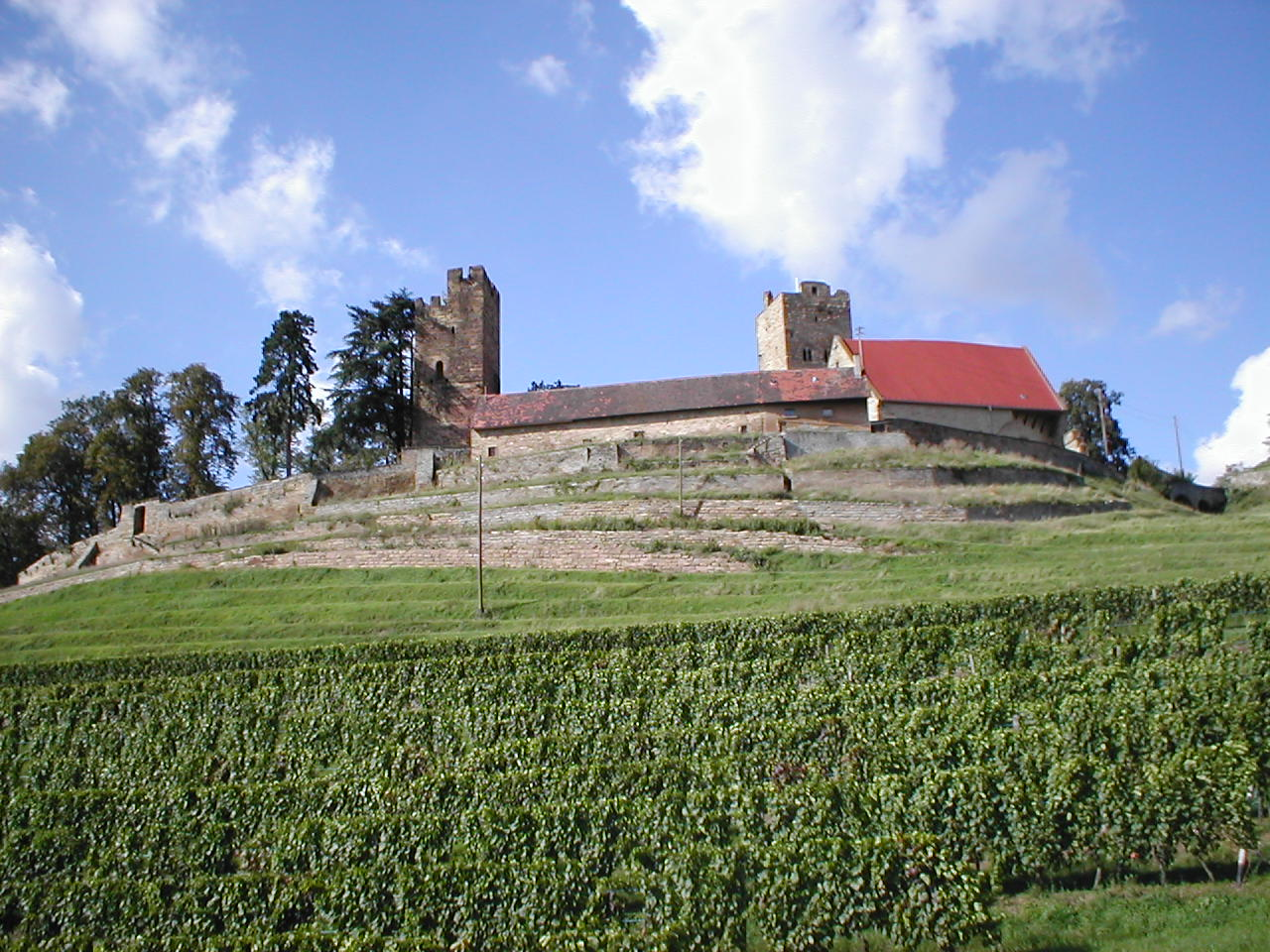
Il castello di Neipperg, proprietà dell'omonima famiglia dal XII secolo

Le origini della famiglia Neipperg risalgono probabilmente all'XI secolo ma sono piuttosto oscure per la mancanza di documentazione d'archivio. Gli storici hanno avanzato delle ipotesi sulla base dei nomi più antichi ricorrenti nella famiglia come Reinbot e Waramund, fatti che potrebbero indicare una parentela con la casata dei Massenbach, signori di Richen e Schwaigern.
Fu probabilmente grazie a questi legami ed alla propria influenza che i Neipperg ottennero nel XIII secolo il dominio e la proprietà delle terre e del castello di Neipperg, presso l'odierna Brackenheim, sviluppandovi attorno un villaggio che da loro prese il nome. I più antichi proprietari documentati furono i fratelli Wilhelm e Konrad von Neipperg che nel 1304-1306 vennero investiti ufficialmente del castello e delle proprietà circostanti in feudo dal vescovo di Würzburg.

### Ascesa

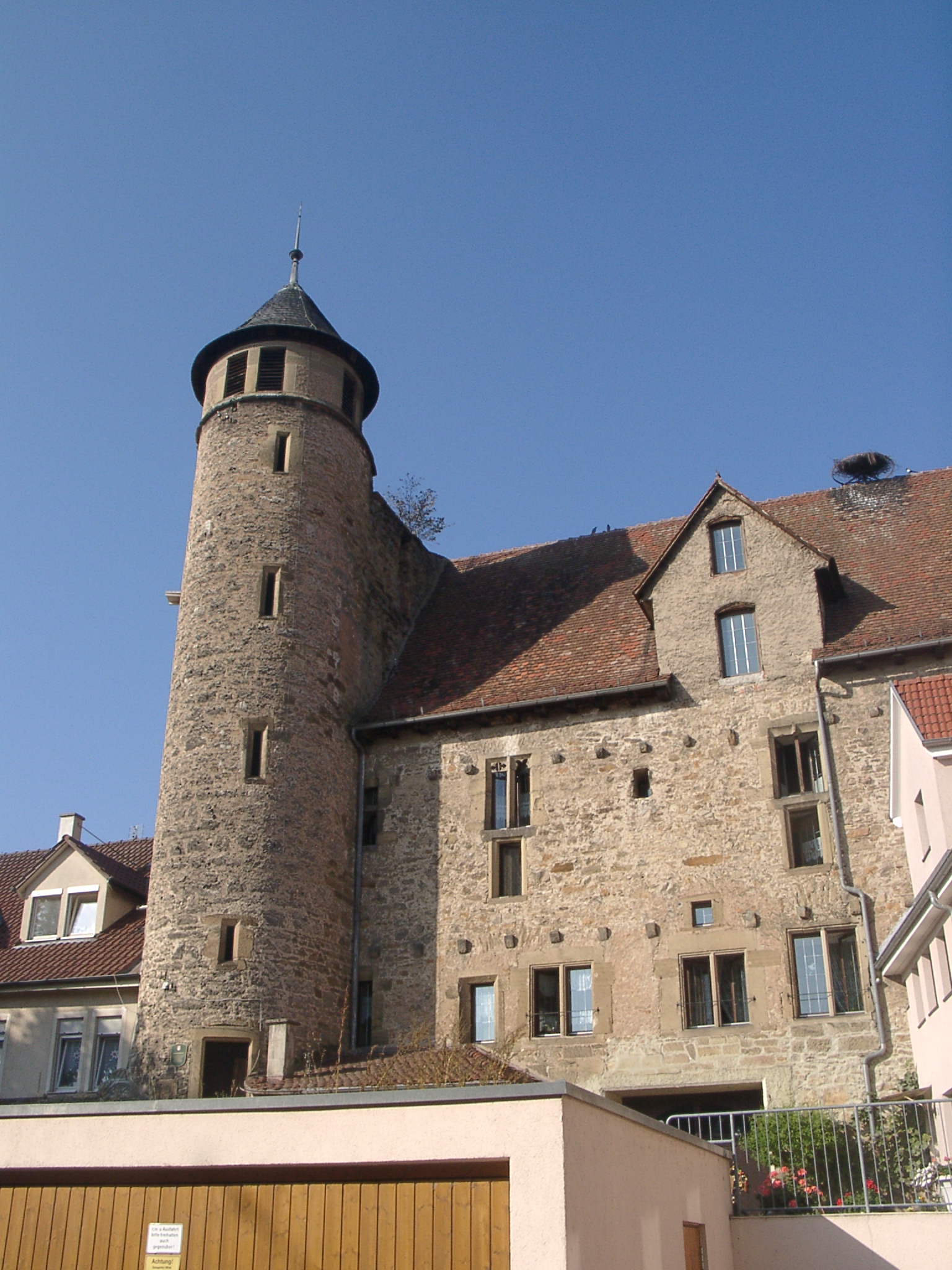
Il castello di Bönnigheim, acquisito dalla famiglia nel 1391

Il figlio di Reinhard, Eberhard von Neipperg I († 1406) fu anch'egli proprietario del castello ma iniziò ad avere una certa influenza nel Wuerttemberg presso la cui corte iniziò a prestare servizio, venendovi ammesso per merito di Roberto del Palatinato nel 1401.
I figli e nipoti di Eberhard I von Neipperg ricevettero tra XIV e XV secolo numerosi feudi e diritti tra cui nel 1391 metà della proprietà del castello di Bönnigheim, nel 1412 il castello ed il villaggio di Klingenberg, nel 1419 un terzo della decima di Böckingen, nel 1431 i feudi di Blutbann e Schwaigern e nel 1434 la città di Adelshofen. Il notevole incremento della proprietà di famiglia in quegli anni venne raggiunto soprattutto da Eberhard II e da suo fratello Reinhard II.
Il figlio di Eberhard II, Diether von Neipperg († 1465) succedette al padre nel 1455 con lo zio Reinhard II († 1458) ed ottenne i feudi di Schatthausen, Baiertal, Dielheim, Adelshofen, Massenbachhausen, Schwaigern e Neipperg, sempre sotto la protezione e giurisdizione del conte palatino Federico. I figli di Reinhard II, Wendel ed Engelhard intrecciarono rapporti ancora più stretti col Palatinato, mentre un loro fratello Hans e dei loro cugini si concentrarono sul Württemberg. Wendel († 1480) e Engelhard († 1495) a seguito della Battaglia di Seckenheim del 1462 in cui avevano combattuto dalla parte del conte palatino Federico, ottennero ulteriori riconoscimenti: Engelhard divenne dal 1460 castellano di Heidelberg e nel 1472 venne nominato maresciallo del conte palatino Federico, nonché dal 1476 visconte di Neustadt an der Haardt.
Quando Engelhard morì senza figli, le sue proprietà passarono a due figli di suo cugino Diether: Eberhard IV e Wilhelm, i quali riunirono così tutti i possedimenti della famiglia nel 1497 per poi dividerli ta loro andando a formare due rami distinti, quello di Adelshofen e quello di Schwaigern.

### Linea di Adelshofen

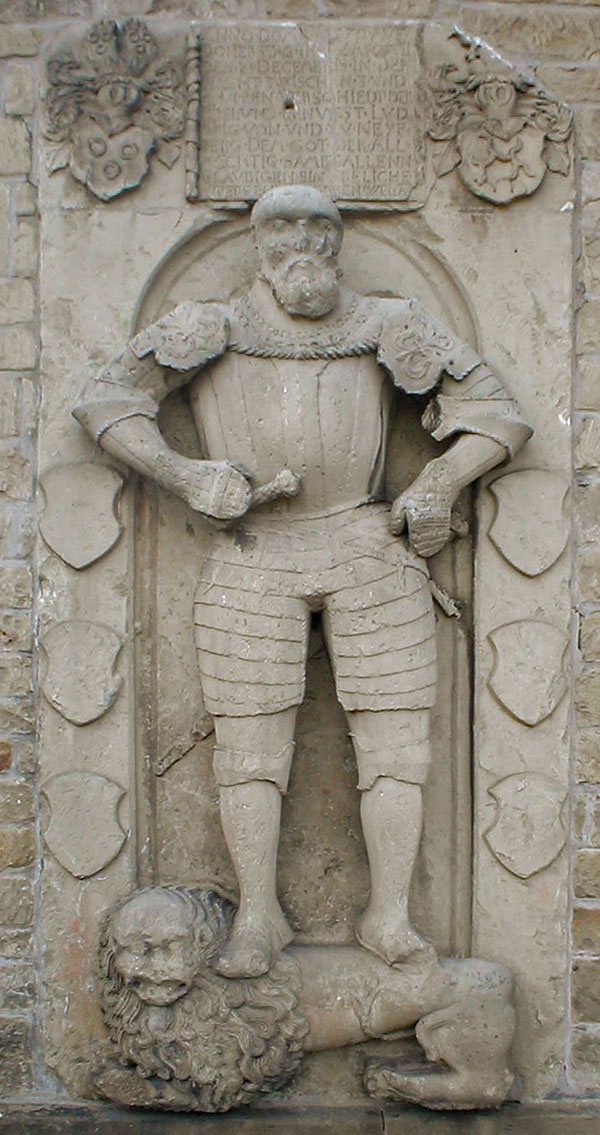
Epitaffio di Ludwig von Neipperg († 1570) ad Adelshofen

Eberhard IV von Neipperg († 1506) fu vicino alle vicende dello stato del Württemberg. I suoi figli Eberhard V († 1534) e Diether († 1541) dopo la sua morte unirono alla loro eredità anche quella del cugino Georg Wilhelm († 1520), godendo pertanto della metà esatta dei feudi di famiglia. Mentre Eberhard V e Diether si concentrarono come si è detto sul Württemberg, diversi suoi discendenti preferirono incentrare i loro interessi a Schwaigern. Georg († 1557), fu parroco a Schwaigern e poi canonico a Worms. Il figlio di Eberhard V, Ludwig († 25 dicembre 1570), aderì alla Riforma protestante nel 1531 ed ancora oggi a Adelshofen è conservata la sua lastra tombale. Rimasto senza eredi maschi, Ludwig alla sua morte passò le sue proprietà ai suoi cugini Hartmann († 1571) e Hans († 1591). I figli di Hans, Reinhard († 1612) e Georg Wilhelm († c. 1606) continuarono la casata. A succedergli venne chiamato il nipote di Georg Wilhelm, Philipp Ludwig († 1685) che dal 1659 strinse legami ancora più forti con la corte di Württemberg. Con la morte violenta del figlio Bernhard von Neipperg, la linea di Adelshofen si estinse nel 1708. Il castello di Adelshofen era già stato distrutto nel 1690.

### Linea di Schwaigern

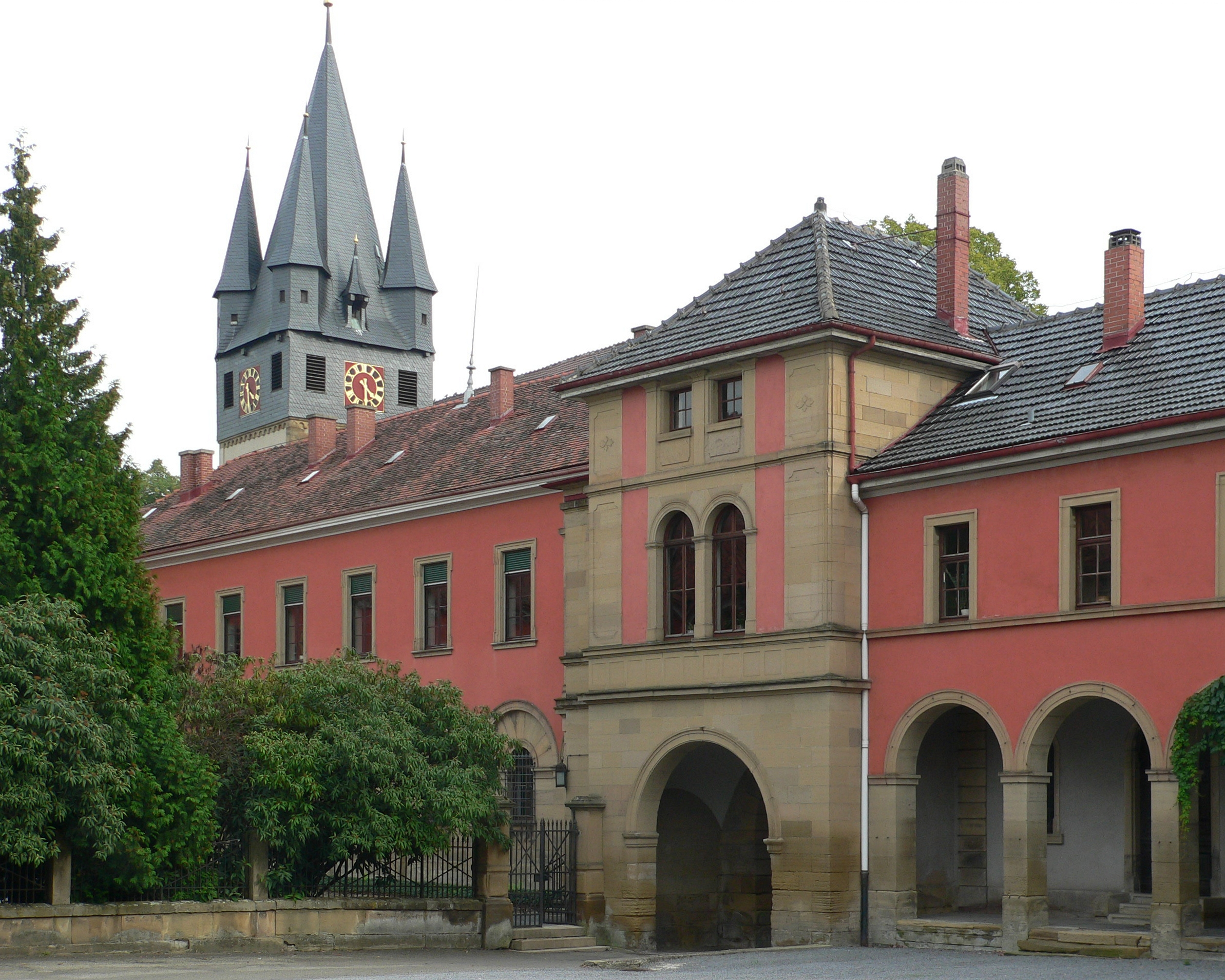
Il castello di Schwaigern, proprietà dei Neipperg dal 1702

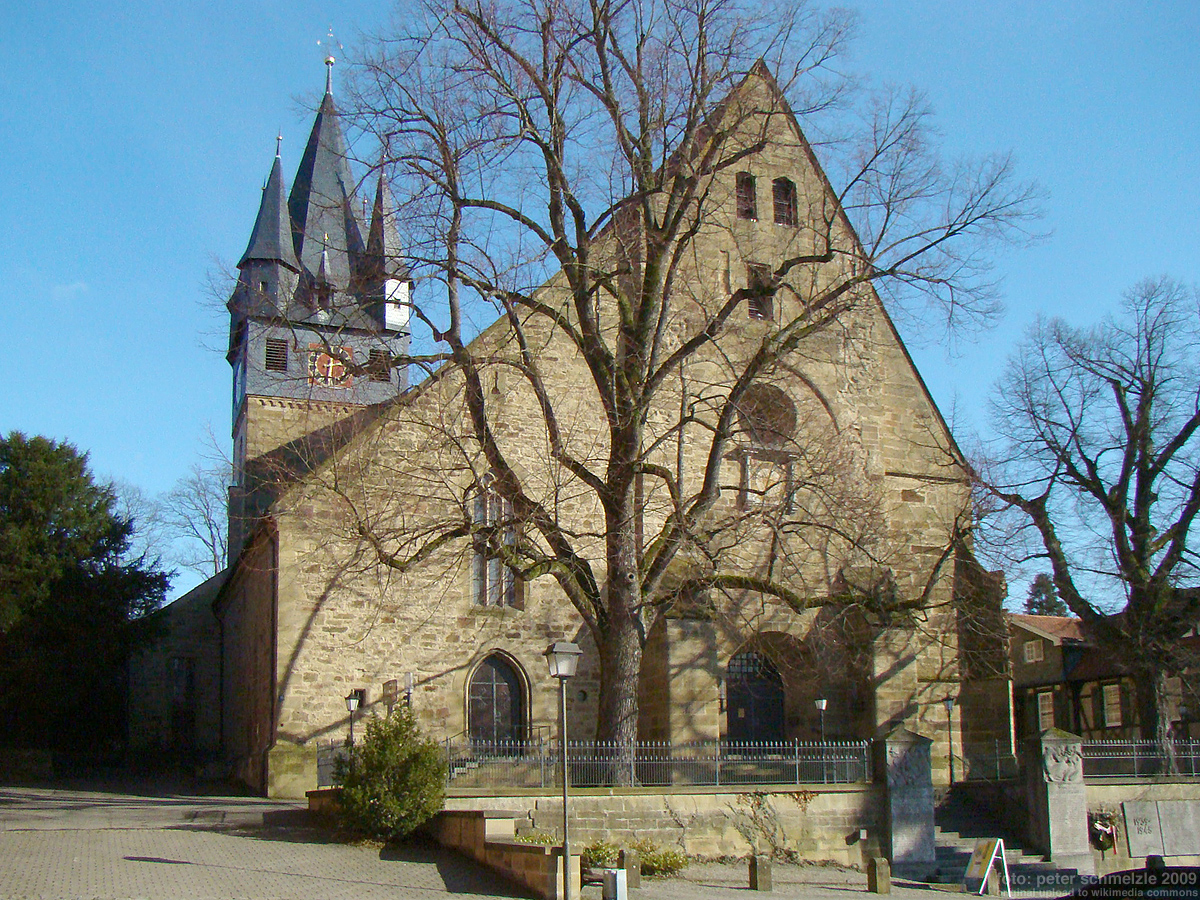
La chiesa parrocchiale di Schwaigern, luogo di sepoltura dei Neipperg

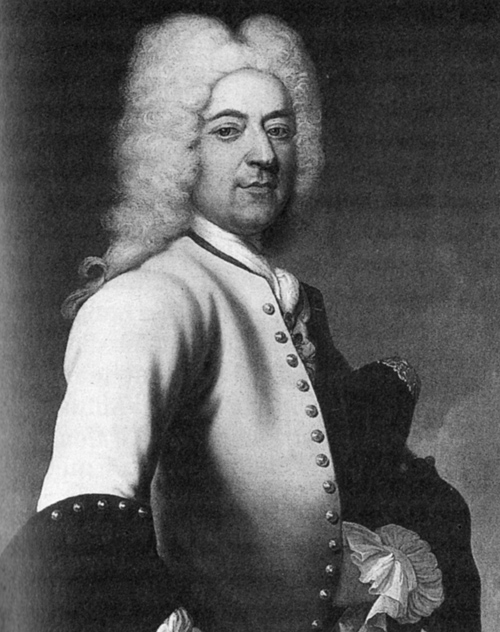
Wilhelm Reinhard von Neipperg (1684–1774) che nel 1726 ottenne il titolo di conte del Sacro Romano Impero

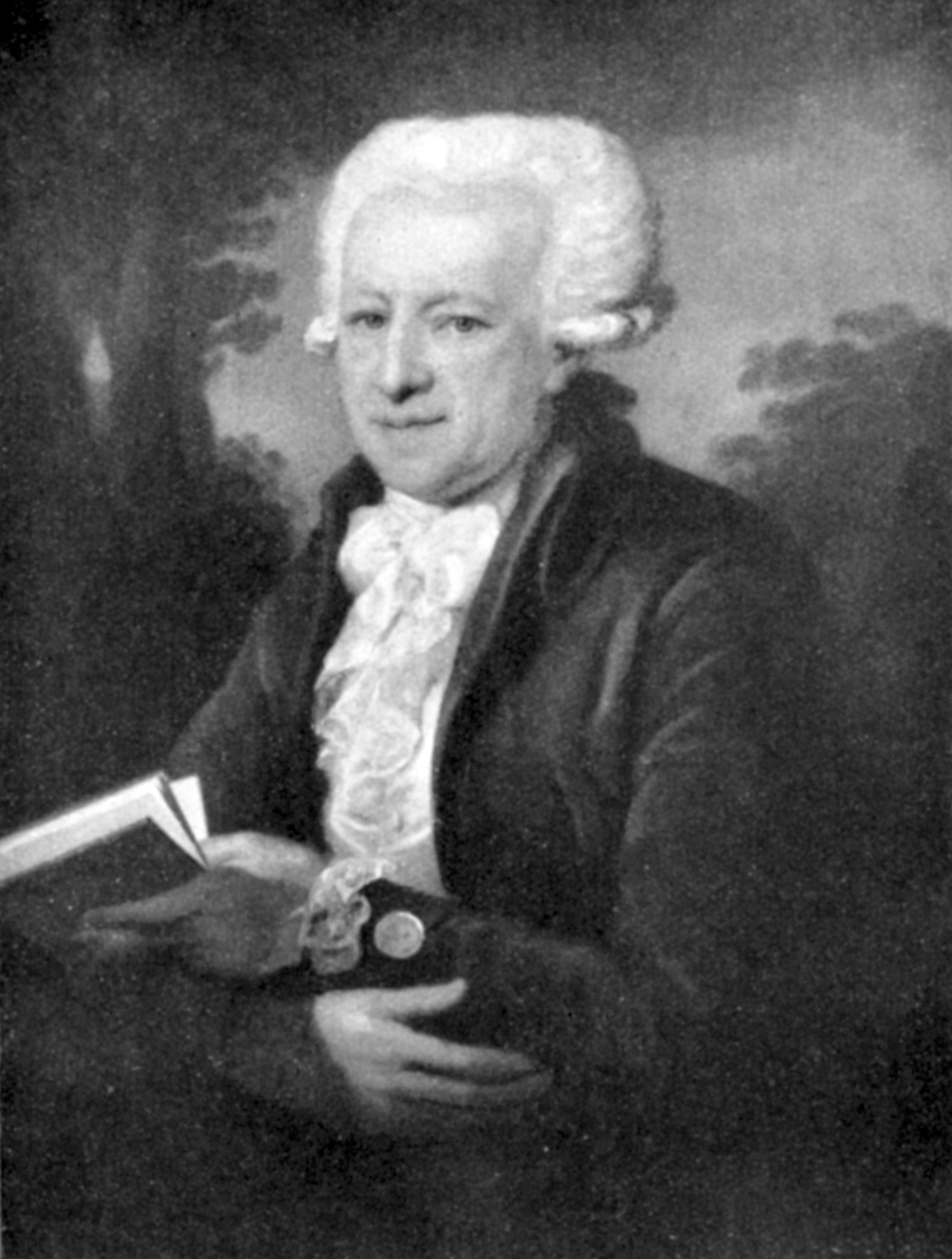
Leopold von Neipperg (1728–1792)

Wilhelm von Neipperg († 1498) venne nominato nel 1452 Hofmeister del margravio di Baden e nel 1462 prese parte con l'esercito locale alla Battaglia di Seckenheim. Suo figlio Georg Wilhelm († 1520) fu dal 1503 burgravio a Starkenburg inizialmente al servizio del conte palatino Filippo e poi al servizio del Württemberg. Dal 1514 si impegnò significativamente per l'espansione della chiesa di Schwaigern che era nel contempo luogo di sepoltura di gran parte dei membri della sua famiglia (ancora oggi vi si contano in tutto una trentina di tombe storiche). Il figlio di Gerog Wilhelm, Wolf († 1533), fu probabilmente il primo a portare l'impulso della riforma protestante a Schwaigern. Il fratello di Wolf, Ludwig († 1536), fu nel 1532 burgravio di Alzey e fu in seguito maresciallo del Palatinato.
Il figlio di Ludwig, Philipp I († 1581), nel 1550 venne nominato canonico a Worms e si impegnò nella difesa del Württemberg, del Baden e del Palatinato nel corso delle guerre di religione che attanagliarono l'area nel XVI secolo. Dal 1554 prese sede a Klingenberg. Fu come suo padre burgravio palatino ad Alzey ed in seguito amministratore della diocesi di Spira.
Figli di Philip I furono Engelhard e Philipp II. Engelhard († 1600) ricevette in feudo il castello di Streichenberg ma morì lasciando i suoi beni al fratello. Philipp II († 1595) entrò in contrasto sovente col Württemberg per la gestione dei suoi domini. I suoi figli, Ludwig Christoph († 1635) e Bernhard († 1622) erano ancora giovani quando egli morì e vennero posti dal 1615 sotto tutela dei fratelli di suo padre che furono anche gli amministratori delle loro proprietà sino al raggiungimento della loro maggiore età. Ludwig Christoph continuò infine la linea paterna tramite i suoi tre figli, Bernhard Ludwig (1619-1672), Eberhard Wilhelm (1624-1672) e Friedrich Dietrich (1626-1680) che vennero posti anch'essi sotto tutela per l'improvvisa morte del genitore nel corso della Guerra dei Trent'anni, conflitto che fece perdere alcuni feudi alla famiglia. Solo dopo la Pace di Westfalia del 1648, che restaurò le proprietà allo status precedente alla guerra, la fortuna economica della famiglia poté riprendere a prosperare. Nel 1652, raggiunta la maggiore età, i tre ragazzi poterono dividersi l'eredità paterna, andando ciascuno a formare un proprio ramo della famiglia. Bernhard Ludwig inaugurò i Neipperg-Klingenberg, estintisi nel 1672 per mancanza di linea maschile. Eberhard Wilhelm continuò la linea che perdura sino ai nostri giorni ed il terzo fratello, Friedrich Dietrich, che però morì nel 1680 senza lasciare eredi.
Il figlio di Eberhard Wilhelm, Eberhard Friedrich von Neipperg (1655-1725) venne creato nel 1672 barone del Sacro Romano Impero come ricompensa per aver svolto l'attività di comandante nelle armate imperiali, battendosi nel 1693 contro i francesi, nel 1710 in Ungheria e comandando la guarnigione d'istanza a Philippsburg. Nel 1717 venne nominato feldmaresciallo. Sotto la sua reggenza del titolo, la sede della famiglia di Neipperg si spostò dal 1702 nel nuovo castello di Schwaigern da lui fatto erigere insieme all'acquisto di vaste proprietà tra il 1699 ed il 1719.
Il figlio di Eberhard Friedrich, Wilhelm Reinhard von Neipperg (1684-1774) fu tutore e grande amico del futuro imperatore Francesco I e dal 5 febbraio 1726 l'imperatore Carlo VI lo nobilitò col titolo di conte del Sacro Romano Impero. Con Wilhelm Reinhard iniziò ufficialmente la dedizione della famiglia alla causa austriaca e nel 1717 avvenne la conversione al cattolicesimo. Nel 1730, Neipperg divenne governatore del Lussemburgo e della contea di Chiny. In qualità di commissario imperiale, nel 1739 firmò il Trattato di Belgrado dopo il quale venne brevemente incarcerato e rilasciato. Dopo la sua riabilitazione, continuò la sua carriera militare e nel 1741 venne nominato feldmaresciallo, cavaliere del Toson d'oro nel 1753 nonché governatore di Vienna dal 1762 dove si trasferì acquistando un palazzo nei pressi della Schottenkirche. Sua figlia Maria Wilhelmina fuuna delle amanti dell'imperatore Francesco I.
Il figlio di Wilhelm Reinhard, Leopold (1728-1792) fu ciambellano imperiale e governatore di Vienna, ottenendo inoltre missioni diplomatiche presso varie corti europee per cui spese gran parte del suo patrimonio, ritrovandosi quasi sul lastrico nel 1782. I tre figli di Leopold furono: Joseph Carl Vincent Hieronymus (n. 30 novembre 1757) che fu ciambellano imperiale e gran priore dell'Ordine di Malta, ed Adam Albert.

### Conti di Neipperg dopo la mediatizzazione

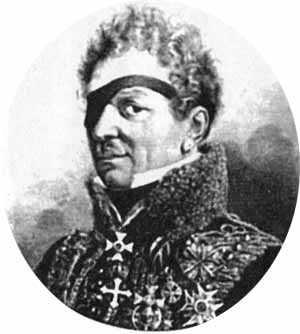
Adam Albert von Neipperg (1775–1829)

Nel 1806 la contea di Schwaigern venne revocata a seguito della mediatizzazione e passò al Württemberg che pure riconobbe alla famiglia dei conti di Neipperg l'antica nobiltà e quindi trattamenti consoni al loro rango ed il titolo di Sua Grazia riservato al capo della casata.
Se con il XIX secolo l'importanza feudale dei Neipperg nei loro territori diminuì drasticamente, iniziò sull'altro fronte una crescita nel loro servizio a favore dell'Impero austriaco. Erwin von Neipperg (1813-1897), fu generale austriaco di fanteria, ma ancor più la fortuna della famiglia crebbe grazie ad Adam Albert von Neipperg (1775-1829). Adam Albert prese parte al Congresso di Vienna nel 1815 ed iniziò a manifestare il proprio interesse per Maria Luisa d'Asburgo-Lorena, figlia dell'imperatore Francesco II e moglie dell'imperatore francese Napoleone Bonaparte, la quale divenne in breve tempo la sua amante. Dopo che il congresso le ebbe assegnato il Ducato di Parma e dopo la morte del marito legittimo nel 1821, Adam Albert e l'arciduchessa Maria Luisa si unirono con un matrimonio morganatico.
Alfred von Neipperg, il figlio maggiore di Adam avuto dal suo precedente matrimonio (da cui ebbe quattro figli), sposò in prime nozze la contessa Giuseppina Grisoni ed in seconde nozze la principessa Maria Federica di Württemberg, figlia primogenita di Re Guglielmo I di Württemberg. La prole del primo matrimonio di Adam Albert continuò la discendenza dei conti di Neipperg. Oggi Capo della Casa è il Conte Karl Eugen (nato 1951), dal 1977 marito dell'arciduchessa Andrea d'Austria (nata 1953), figlia di Ottone d'Asburgo-Lorena, Capo della Casa Imperiale quale figlio primogenito dell'Imperatore Carlo I d'Austria.
Dal secondo matrimonio del conte Adam Albert con Maria Luisa d'Austria nacquero due figlie e un figlio che assunsero la versione italiana del loro cognome ossia Montenuovo. Il figlio maschio Guglielmo Alberto di Montenuovo nel 1864 venne elevato dall'imperatore Francesco Giuseppe al rango di principe di Montenuovo. Guglielmo Alberto ebbe un figlio, Alfredo di Montenuovo (1854-1927) che sino alla fine della prima guerra mondiale nel 1918 rimase al servizio della monarchia austro-ungarica come ufficiale dell'esercito. La linea maschile diretta di questo ramo della famiglia si estinse nel 1951. Tuttavia il Principe Alfredo fu nonno di Maria, moglie dal 1930 di Alberto Leopoldo di Baviera e quindi è antenato della Casa Reale di Baviera, compresa Sofia di Baviera (1967), moglie di Luigi del Liechtenstein (o Alois), erede al trono di questo Stato europeo.